# Шилюг
Шилюг, Шелюг — река в России, протекает в Лузском районе Кировской области. Устье реки находится в 104 км по правому берегу реки Луза. Длина реки составляет 46 км.
Река образуется слиянием двух небольших лесных рек Малый Шилюг и Большой Шилюг в 17 км к северо-востоку от посёлка Лальск. Река течёт в верхнем течении на юг, в нижнем — на запад и юго-запад, русло сильно извилистое. Притоки — Ольховка, Лычкова (левые); Большая Прудовица (правый). Верхнее и среднее течение проходит по ненаселённому лесному массиву, в нижнем течении протекает по рабочему посёлку бумажной фабрики, административно относящемуся к посёлку Лальск, где и впадает в Лузу. Незадолго до устья на реке плотина и запруда бумажной фабрики, построенной в XIX веке купцом Сумкиным. Ширина реки в нижнем течении около 10 метров.

## Данные водного реестра
По данным государственного водного реестра России и геоинформационной системы водохозяйственного районирования территории РФ, подготовленной Федеральным агентством водных ресурсов:
- Бассейновый округ — Двинско-Печорский
- Речной бассейн — Северная Двина
- Речной подбассейн — Малая Северная Двина
- Водохозяйственный участок — Юг
- Код водного объекта — 03020100212103000013003